# Живая миграция
Живая миграция (от англ. Live migration) — перенос виртуальной машины с одного физического сервера на другой без прекращения работы виртуальной машины и остановки сервисов; применяется в компьютерных системах с высокой доступностью (англ. High Availability, HA). Живая миграция возможна между серверами, находящимися в кластере.

## Применение
Живая миграция необходима в проектах, работу которых нежелательно прерывать: сервисы обслуживания магистральных и провайдерских сетей (например, DNS), высокопосещаемые web-ресурсы, крупные сервисы электронной почты.
Живая миграция также применяется для распределения нагрузки на физические серверы в кластере (например, при проведении научных расчётов).

## Процесс живой миграции
Ниже приводится описание процесса живой миграции на примере гипервизора Xen. Для живой миграции необходимо:
- Минимум два сервера в кластере.
- Диск виртуальной машины должен находиться на ресурсе доступном обоим серверам кластера — старом и новом местонахождении.
- Путь к диску виртуальной машины на физических серверах должен быть идентичен.
- Серверы должны иметь доступ к одной подсети, в которой находится сетевой интерфейс виртуальной машины.
- Гипервизоры должны быть одинаковых, либо совместимых версий.
- Совместимое оборудование серверов в кластере (в первую очередь архитектуры и расширения CPU)

Принципиальная очередность процесса живой миграции (на практике требуются дополнительные операции):
1. Остановка выполнения виртуальной машины.
2. Передача параметров виртуальной машины с сервера исходного расположения на сервер целевого расположения.
3. Передача образа оперативной памяти с сервера исходного расположения виртуальной машины на сервер целевого расположения.
4. Создание виртуально домена и размещение образа оперативной памяти в RAM сервера целевого расположения.
5. Запуск выполнения виртуальной машины на сервере целевого расположения.

## Гипервизоры с поддержкой живой миграции
Некоторые гипервизоры, поддерживающие процесс живой миграции:
- Xen
- Virtual Iron
- Virtual Box
- VMware ESX
- Openvz
- Kernel-based Virtual Machine
- Microsoft Hyper-V